# Wyrica
Wyrica – osiedle typu miejskiego w Rosji, w obwodzie leningradzkim. W 2010 roku liczyło 11 884 mieszkańców.
Znajduje się tu stacja kolejowa Wyrica, położona na linii Petersburg – Newel – Witebsk, od której odchodzi linia kolejowa Wyrica – Posiołok, w całości leżąca na terenie Wyricy.